# Bourg-Beaudouin
Bourg-Beaudouin est une commune française située dans le département de l'Eure, en région Normandie.

## Géographie

### Localisation
Bourg-Beaudouin, entre les pays de Caux et du Vexin, est un village rural normand.
| Mesnil-Raoul (Seine-Maritime)              | Fresne-le-Plan (Seine-Maritime) |            |
| La Neuville-Chant-d'Oisel (Seine-Maritime) | Bourg-Beaudouin                 | Renneville |
|                                            | Radepont                        |            |

### Hydrographie
La commune est située dans le bassin Seine-Normandie. Elle n'est drainée par aucun cours d'eau,.

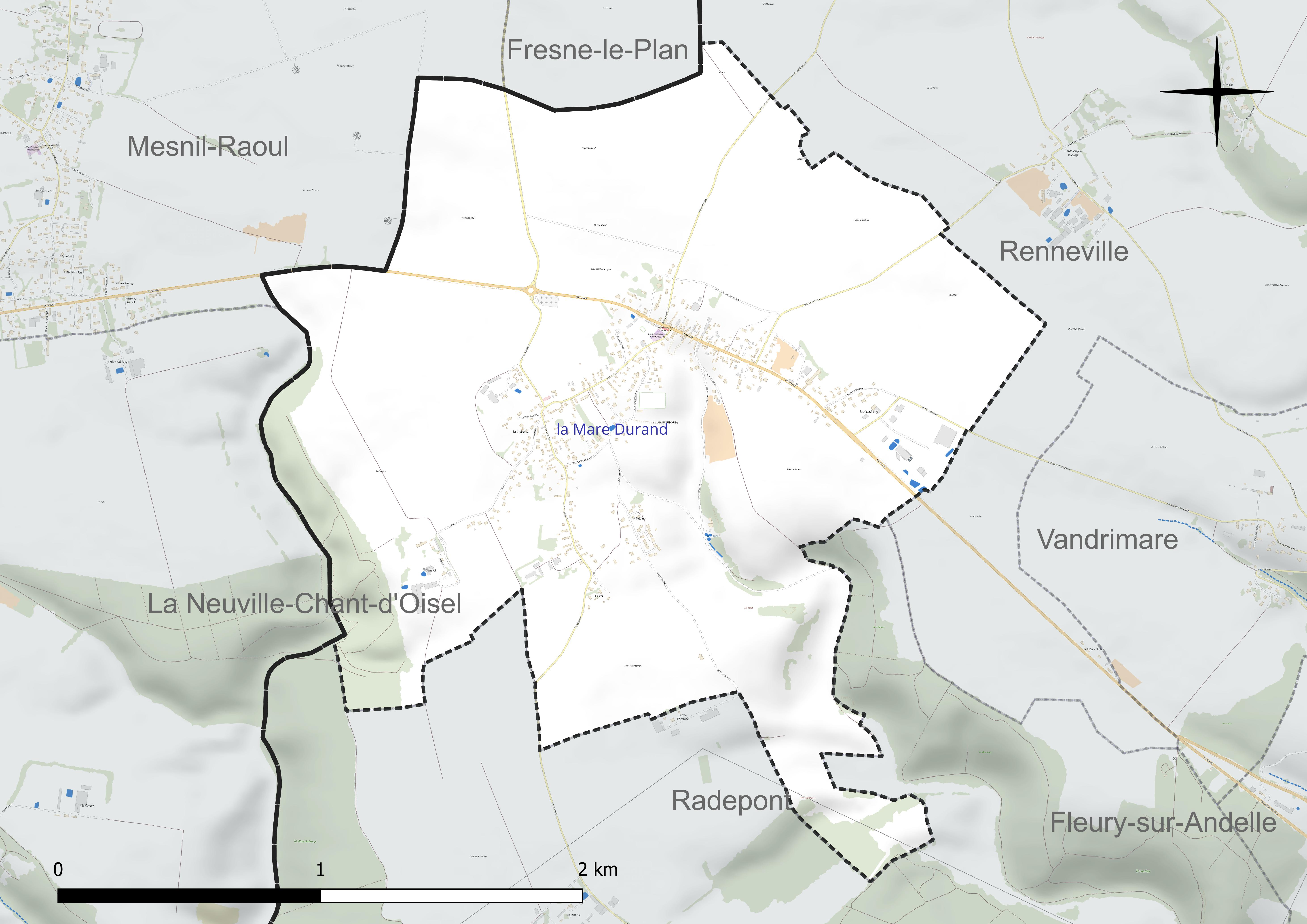
Réseau hydrographique de Bourg-Beaudouin.

Un plan d'eau complète le réseau hydrographique : la mare Durand (0 ha),.

### Climat
Pour des articles plus généraux, voir Climat de la Normandie et Climat de l'Eure.
En 2010, le climat de la commune est de type climat océanique dégradé des plaines du Centre et du Nord, selon une étude du CNRS s'appuyant sur une série de données couvrant la période 1971-2000. En 2020, Météo-France publie une typologie des climats de la France métropolitaine dans laquelle la commune est exposée à un climat océanique et est dans la région climatique Côtes de la Manche orientale, caractérisée par un faible ensoleillement (1 550 h/an) ; forte humidité de l’air (plus de 20 h/jour avec humidité relative > 80 % en hiver), vents forts fréquents. Parallèlement le GIEC normand, un groupe régional d’experts sur le climat, différencie quant à lui, dans une étude de 2020, trois grands types de climats pour la région Normandie, nuancés à une échelle plus fine par les facteurs géographiques locaux. La commune est, selon ce zonage, exposée à un « climat des plateaux abrités », correspondant aux plaines agricoles de l’Eure, avec une pluviométrie beaucoup plus faible que dans la plaine de Caen en raison du double effet d’abri provoqué par les collines du Bocage normand et par celles qui s’étendent sur un axe du Pays d'Auge au Perche.
Pour la période 1971-2000, la température annuelle moyenne est de 10,2 °C, avec  une amplitude thermique annuelle de 13,8 °C. Le cumul annuel moyen de précipitations est de 837 mm, avec 12,7 jours de précipitations en janvier et 8,8 jours en juillet. Pour la période 1991-2020, la température moyenne annuelle observée sur la station météorologique la plus proche, située sur la commune de Boos à 7 km à vol d'oiseau, est de 10,9 °C et le cumul annuel moyen de précipitations est de 847,5 mm,. Pour l'avenir, les paramètres climatiques de la commune estimés pour 2050 selon différents scénarios d’émission de gaz à effet de serre sont consultables sur un site dédié publié par Météo-France en novembre 2022.

## Urbanisme

### Typologie
Au 1er janvier 2024, Bourg-Beaudouin est catégorisée commune rurale à habitat dispersé, selon la nouvelle grille communale de densité à 7 niveaux définie par l'Insee en 2022.
Elle est située hors unité urbaine. Par ailleurs la commune fait partie de l'aire d'attraction de Rouen, dont elle est une commune de la couronne,. Cette aire, qui regroupe 317 communes, est catégorisée dans les aires de 200 000 à moins de 700 000 habitants,.

### Occupation des sols
L'occupation des sols de la commune, telle qu'elle ressort de la base de données européenne d’occupation biophysique des sols Corine Land Cover (CLC), est marquée par l'importance des territoires agricoles (82,6 % en 2018), en diminution par rapport à 1990 (84,8 %). La répartition détaillée en 2018 est la suivante : 
terres arables (65,6 %), prairies (17 %), zones urbanisées (10,8 %), forêts (6,6 %). L'évolution de l’occupation des sols de la commune et de ses infrastructures peut être observée sur les différentes représentations cartographiques du territoire : la carte de Cassini (XVIIIe siècle), la carte d'état-major (1820-1866) et les cartes ou photos aériennes de l'IGN pour la période actuelle (1950 à aujourd'hui).

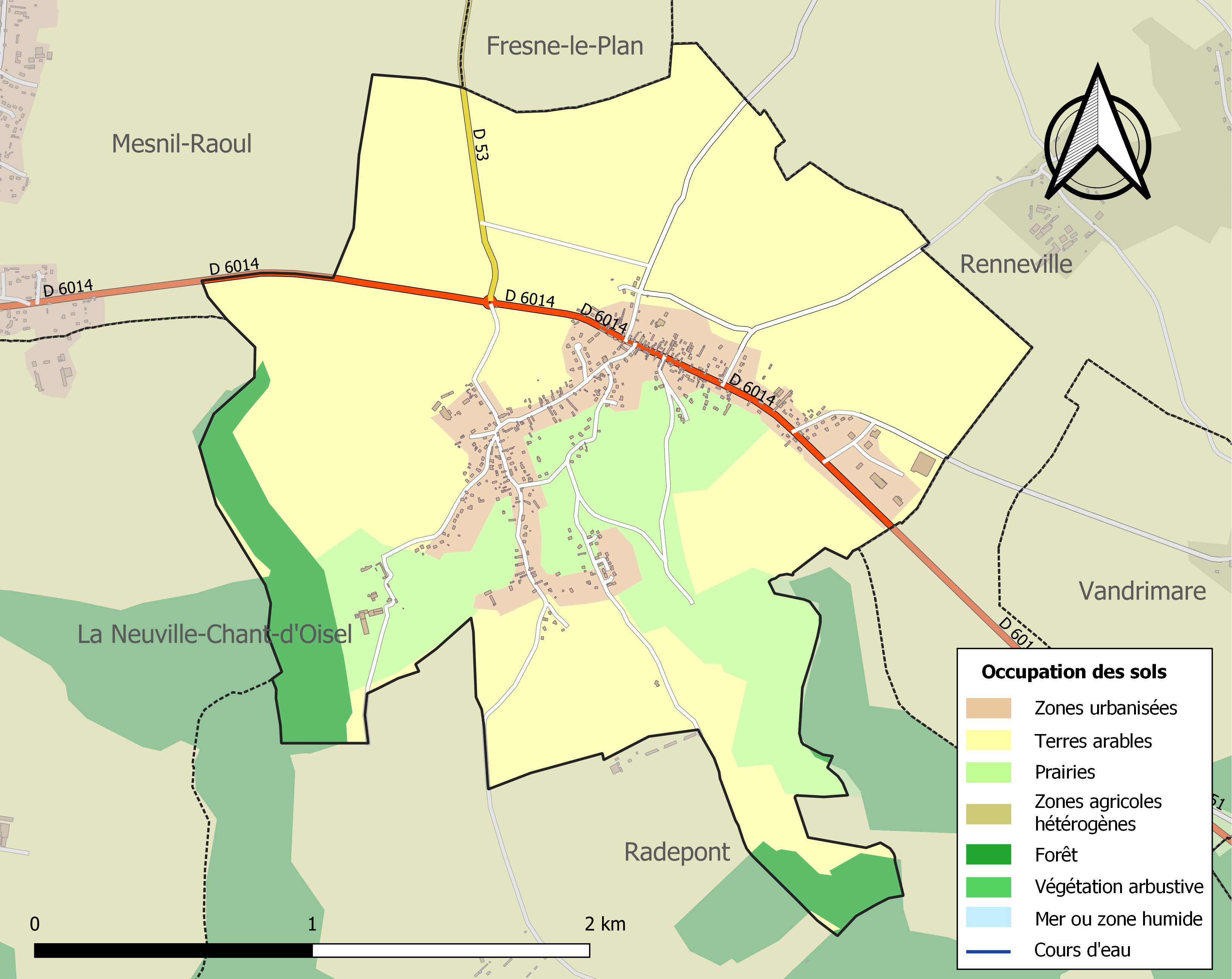
Carte des infrastructures et de l'occupation des sols de la commune en 2018 (CLC).

## Toponymie
Le nom de la localité est attesté sous les formes Ville Opimensis  vers 1085 (Cartulaire Trinité du Mont, no 94, p. 39), lire Opiniensis; Openies au XIIe siècle,; Opinees en 1198,; Burgo Baldoini en 1216 (Cartulaire St-Amand de Rouen, no 483),; Aupenies en 1256,; Bulgus Balduini en 1325 (charte de Charles le Bel); Borbeaudouin en 1399 (aveu de J. de Poissy); Auppenes [et] Bourg Baudouin en 1413 (fouage); [la paroisse d’]Auppenais [et le] Bourg Baudoin en 1494 (fouage); Bourbaudoin en 1665 (inventaire général de la muse normande); Ampenois le Bourbaudoin en 1783 (titres du seigneur); Bourgbeaudouin en 1793; Bourg-Baudouin en 1801.
L'ancien nom de lieu Openies, altéré en Ampenais lui-même souvent francisé en Ampenois, a été en usage conjointement à Bourg-Beaudouin jusqu'au XVIIIe siècle. Il est vraisemblablement issu d'un type *Opponiacas (ou *Oppiniacas), formation toponymique suffixée en -(in)iacas, datif pluriel du plus courant -(in)iacum (> terminaisons -igny) allongement de -(i)acum (> terminaisons -(a)y, -(e)y, etc.). Ces types toponymiques en -(i)acas sont plus tardifs et limités à l'extrème nord de la France et à la Belgique, où ce suffixe est régulièrement devenu -ies (cf. Montignies équivalent des Montigny / Montignac). Généralement, cette terminaison s'est altérée au nord est de la Normandie, le seul endroit où elle est représentée dans la région, par exemple : Guiseniers (Eure, Guisenies 1235) ou Hennezis (Eure, Hanisies 1079). Le premier élément représente presque toujours un nom de personne germanique, ce qui se vérifie ici, puisque Ope- vaut sans doute pour l'anthroponyme germanique Oppo que l'on retrouve peut-être dans Oppenans (Haute-Saône), dérivé avec le suffixe germanique (burgonde) -ings.
Bourg-Beaudouin est en revanche une formation plus tardive en Bourg-, caractéristique du Moyen Âge médian et bien représentée dans le département de l'Eure, puisqu’on y rencontre Bourg-Achard (Burgum Achardi 1198) ou encore Bourg-Theroulde (Burgo Turoldi 1059). L'élément Bourg- est habituellement suivi d’un nom de personne germanique (ou anglo-scandinave). En effet, -Beaudouin représente le nom d'homme Baudouin, altéré graphiquement en Beau- sous l'influence de l'adjectif bien connu. Il est issu du germanique Baldwin(us).

## Histoire
Ampenais (souvent francisé en Ampenois) est l'ancien nom de la paroisse regroupée autour de l'église qui remonte à la fin de l'époque romaine ou au début du Moyen Âge, auquel est adjoint plus tard celui de Bourg-Beaudouin qui désignait initialement l'agglomération constituée le long de la route de Rouen à Fleury-sur-Andelle et dont l’origine remonte peut-être aux premières années de l'an mil après qu’il fut donné à Baudouin de Meules, cousin de Guillaume le Conquérant. Le nom d’Ampenais disparaît définitivement au cours du XVIIIe siècle. Avant 1650[Quoi ?], le village faisait partie du canton de Saint-Nicolas de Pont-Saint-Pierre et relevait directement de l'archidiocèse de Rouen. En 1801, il est rattaché au canton de Grainville et au diocèse d’Évreux. C'est au concordat que Bourg-Beaudouin devint une commune du département de l'Eure[Quoi ?].
Il a vécu au long des siècles d’une économie également répartie entre agriculture et commerce autour de son relais des Postes royales puis impériales.
Aujourd’hui, le village compte un terrain de football, une mare, une école communale et un château en ruine.

## Politique et administration
| Période                                  | Période  | Identité       | Étiquette | Qualité                    |
| ---------------------------------------- | -------- | -------------- | --------- | -------------------------- |
| avant 1981                               | ?        | René Roussel   |           |                            |
| mars 2001                                | En cours | Philippe Halot | PS        | Retraité Fonction publique |
| Les données manquantes sont à compléter. |          |                |           |                            |

## Démographie
L'évolution du nombre d'habitants est connue à travers les recensements de la population effectués dans la commune depuis 1793. Pour les communes de moins de 10 000 habitants, une enquête de recensement portant sur toute la population est réalisée tous les cinq ans, les populations de référence des années intermédiaires étant quant à elles estimées par interpolation ou extrapolation. Pour la commune, le premier recensement exhaustif entrant dans le cadre du nouveau dispositif a été réalisé en 2008.

En 2022, la commune comptait 725 habitants, en évolution de +1,54 % par rapport à 2016 (Eure : −0,25 %, France hors Mayotte : +2,11 %).
| 1793 | 1800 | 1806 | 1821 | 1831 | 1836 | 1841 | 1846 | 1851 |
| ---- | ---- | ---- | ---- | ---- | ---- | ---- | ---- | ---- |
| 850  | 752  | 679  | 878  | 810  | 742  | 772  | 739  | 748  |

| 1856 | 1861 | 1866 | 1872 | 1876 | 1881 | 1886 | 1891 | 1896 |
| ---- | ---- | ---- | ---- | ---- | ---- | ---- | ---- | ---- |
| 726  | 678  | 668  | 586  | 630  | 571  | 565  | 569  | 474  |

| 1901 | 1906 | 1911 | 1921 | 1926 | 1931 | 1936 | 1946 | 1954 |
| ---- | ---- | ---- | ---- | ---- | ---- | ---- | ---- | ---- |
| 426  | 388  | 368  | 319  | 341  | 336  | 327  | 376  | 377  |

| 1962 | 1968 | 1975 | 1982 | 1990 | 1999 | 2006 | 2008 | 2013 |
| ---- | ---- | ---- | ---- | ---- | ---- | ---- | ---- | ---- |
| 312  | 323  | 343  | 446  | 624  | 675  | 726  | 741  | 736  |

| 2018 | 2022 | - | - | - | - | - | - | - |
| ---- | ---- | - | - | - | - | - | - | - |
| 701  | 725  | - | - | - | - | - | - | - |

## Culture locale et patrimoine

### Lieux et monuments
- La mare, point d’activité pédestre.
- Église Sainte-Geneviève de la Sainte-Trinité[25], XIIIe siècle, XIXe siècle.

### Personnalités liées à la commune
- Jean-Marie Roland de la Platière (1734-1793) s'y est donné la mort le 10 novembre 1793.